# 수도 (지리)

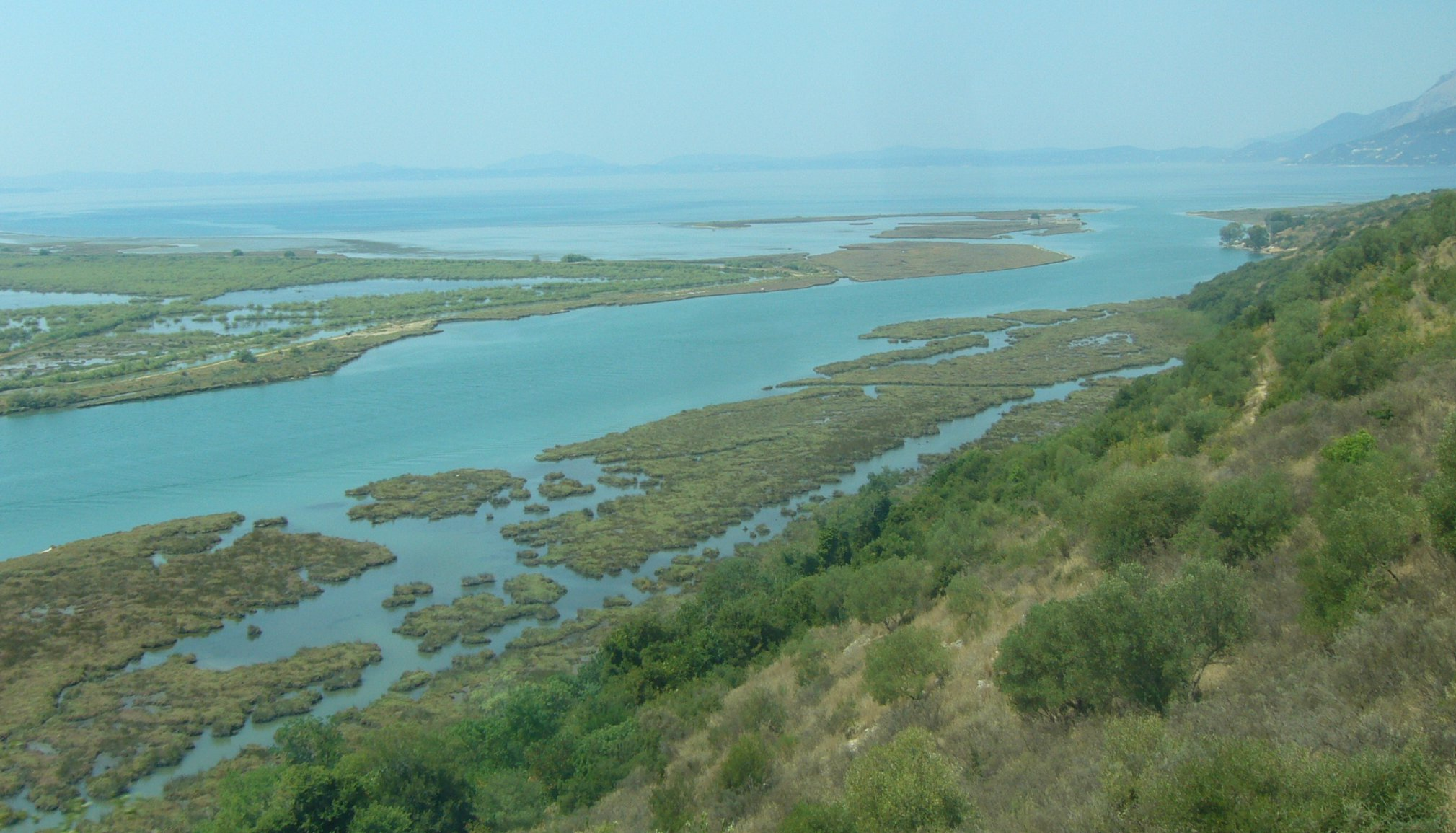
부트린트 호와 케르키라섬 연안을 잇는 알바니아의 비바리 수도

자연지리학에서 수도(水道)는 '바닥'과 '뱅크'로 구성된 자연의 하도, 삼각주, 해협을 의미한다.
수도는 암초, 모래톱, 만이나 그 밖의 바다의 앝은 부분에서 자연적 또는 인공적으로 형성되기도 한다. 특히 수도는 항해 용어로 '모든 선박이 통과할 수 있는 최소한의 폭이 명시된 정부의 확약에 의거하여 안전 여행을 위해 준설된 해로'라는 의미를 갖고 있으며, 삼각강이나 강으로 이어지는 항구 시설의 배가 다닐 수 있는 깊이 준설된 부분 뿐만 아니라 마리나와 같은 보트용 항구에 준설된 작은 수도 또한 포함된다. 준설된 수도가 진흙 만이나 모래 바닥을 통과할 때, 해저 토양의 불안정한 움직임으로 인하여 때때로 수도가 다시 준설되기도 한다. 다양한 항구 시설에서 수도에서 가항성의 상태를 감시하는 책임을 가지며, 제3자에 의해 상태를 유지하는 작업이 자주 행해진다.
의미를 확장시키면, 지리적 장소로서의 수도는 해협(海峽)을 의미한다. 예를 들어, 영국 해협은 영국과 프랑스 사이에 있는 수도이다.

## 같이 보기
- 해협